# Faiz Sucuoğlu
Faiz Sucuoğlu (né le 27 août 1961) est un homme politique chypriote turc qui fut le Premier ministre de Chypre du Nord du 5 novembre 2021 au 12 mai 2022, succédant à Ersan Saner.

## Biographie

### Jeunesse et carrière médicale
Faiz Sucuoğlu est né à Polis le 27 août 1961. Son père, Mehmet Salih Sucuoğlu (décédé en 2018) investi dans la politique du pays occupe brièvement le poste de sous-secrétaire du ministère de l'établissement de Chypre du Nord.
Après avoir obtenu son diplôme d'étude au lycée turc de Nicosie, Faiz obtient une bourse du gouvernement allemand pour étudier la médecine en Allemagne. Il complète sa formation médicale en étudiant deux années à la faculté de médecine de l'Université d'Istanbul avant de se spécialiser en obstétrique et gynécologie à l'hôpital Zeynep Kamil d'Istanbul ou il travaille jusqu'en 1993, date à laquelle il retourne à Chypre.
Il sert quelque temps dans l'armée puis ouvre une clinique privée où il travaille pendant 20 ans,,.

### Carrière politique
Entre 2011 et 2013, il devient chef de la section du district de Lefkoşa (Nicosie) du Parti de l'unité nationale (parti militant pour l'unification entre Chypre du Nord et la Turquie). Il est élu au parlement en tant que représentant de Lefkoşa pour son parti lors des élections de 2013.
Dans le gouvernement d'Ömer Kalyoncu, il est nommé en 2013 ministre du tourisme puis ministre de la Santé dans le gouvernement d'Hüseyin Özgürgün en 2016-2017.
Il est réélu député en 2018.
Le 31 octobre 2021, il est élu avec 60,6% des voix à la tête du des membres du Parti de l'unité nationale.
Le 5 novembre 2021, alors âgé de 60 ans, il devient premier ministre du pays et forme un gouvernement de coalition avec le Parti démocrate.